# Veyrines-de-Domme
Veyrines-de-Domme – miejscowość i gmina we Francji, w regionie Nowa Akwitania, w departamencie Dordogne.
Według danych na rok 1990 gminę zamieszkiwało 219 osób, a gęstość zaludnienia wynosiła 19 osób/km² (wśród 2290 gmin Akwitanii Veyrines-de-Domme plasuje się na 958. miejscu pod względem liczby ludności, natomiast pod względem powierzchni na miejscu 965.).